# Eupithecia gigantea
Eupithecia gigantea là một loài bướm đêm trong họ Geometridae.